# SPEAK!!!!
『SPEAK!!!!』（スピーク）は、日本のロックバンドであるTHE MAD CAPSULE MARKET'Sの3枚目のオリジナル・アルバム。
1992年11月21日にビクター音楽産業のInvitation レーベルからリリースされた。ミニ・アルバム『カプセル・スープ』（1992年）よりおよそ4か月振りにリリースされた作品であり、作詞および作曲はKYONOとCRA￥（上田剛士）、ISHIG∀KIが担当、プロデュースはTHE MAD CAPSULE MARKET'S名義となっている。
『カプセル・スープ』制作時にディレクターが降板したため、本作もディレクター不在のままメンバーとエンジニアのみでレコーディングが行われた。本作は2枚目のアルバム『P・O・P』（1991年）と『カプセル・スープ』を合わせたような音楽性となっており、初めてメンバーの姿を形に出来た作品であると上田剛士は述べている。
本作にはイエロー・マジック・オーケストラ (YMO) のアルバム『ソリッド・ステイト・サヴァイヴァー』（1979年）の表題曲のカバーが収録されている他、インディーズ時代にリリースされたシングル「GOVERNMENT WALL」の再録音バージョン、ISHIG∀KIによる制作曲が初めて収録されている。本作はオリコンアルバムチャートにおいて最高位第61位となった。

## 背景
メジャー・デビュー・アルバム『P・O・P』（1991年）をリリースしたTHE MAD CAPSULE MARKET'Sは、同作を受けたコンサートツアー「P・O・P TOUR」をアルバムリリース前の同年8月29日の新宿ロフト公演を皮切りに、12月27日の横浜 7th AVENUE公演まで16都市全18公演を実施した。その後のライブ活動としてTHE MAD CAPSULE MARKET'Sは、1992年3月27日にクラブチッタ川崎にて開催されたイングランドのハードコア・パンクバンドであるG.B.H.の来日公演に参加、7月22日にはミニ・アルバム『カプセル・スープ』をリリース。その後8月11日の大阪クラブクアトロ公演から8月14日の渋谷クラブクワトロ公演まで「MAD CLUB CIRCUIT QUATTRO 3DAYS」と題したコンサートを実施した。
当時はメーカー側からの依頼により次々とアルバム制作を行うような環境であったと上田剛士は述べており、「P・O・P TOUR」以降コンサートツアーが実施されていない理由として、MOTOKATSUは次から次へと作品を制作していたためにライブ活動を行う余裕が無かったためであると述べている。またアルバム制作ばかりを行っていたために他人と会う機会がほとんどなく、常に顔を合わせるのはメンバーのみであったと上田は述べている。

## 録音、制作
本作のレコーディングは1992年9月1日から10月2日に掛けて、小淵沢のリトルバッハスタジオおよび青山のビクタースタジオにて行われた。レコーディング開始から9日間はリトルバッハスタジオにてリズム録りが行われ、残りはすべて東京のスタジオにてレコーディングが行われた。メンバーは合宿方式の方が自分達に向いていると述べており、本来であればすべてのレコーディングを合宿で行うことが理想であったものの食事代や宿泊代などが発生することや、ギター・ダビングやボーカル録音のみであれば小さいスタジオでも可能なため東京でのレコーディングを選択したと述べている。東京でのレコーディングにおいてISHIG∀KIは10時ごろに起床し車でスタジオに通うような生活で、KYONOは午後8時にスタジオ入りしてボーカル録音を行う状態となっていたが、レコーディング後半になるにつれてスケジュールが厳しい状態となり、ISHIG∀KIがギター録音を終えて寝ている間にKYONOのボーカル録音が行わるような状態に陥ったためエンジニアスタッフは寝る間もない状態であったとISHIG∀KIは述べている。本来であれば余裕を持った状態でレコーディングを行う予定であったが、当初予定していた10曲を超える楽曲が完成したために厳しいスケジュールになったとKYONOは述べている。また、上田は13曲すべてを収録することが理に適っていたために数曲カットすることは検討しなかったと述べている。
本作は『カプセル・スープ』の4か月後にリリースされているがこれはメーカー側から提示されたペースであり、『P・O・P』リリース後にメーカー側と衝突することが多くなっていたため、制作意欲は高かったもののそれ以上にメーカーがバンドに対して可能性を低く見ている状況に対する「負けたくない」という気持ちの強さから、「そんなこと言うんだったら出してやろうじゃねえか」という対抗心も影響したとも述べている。『カプセル・スープ』制作時にメンバーはディレクターの意向に従わなかったため、自ら担当を申し出たディレクターは部下にすべてを委任して降板しており、本作もディレクター不在のままメンバーとエンジニアのみで制作が行われた。同じスタジオの地下において別のバンドのレコーディングが行われており、ディレクターはそのバンドのレコーディングには参加していたにも拘わらず、THE MAD CAPSULE MARKET'Sのスタジオには一切訪れることがなく、またそのような状況のためメーカー側の人物は誰一人として訪れることは無かったと上田は述べている。KYONOは本作において80万円のマイクを使用して歌入れを行っており、MOTOKATSUは怪我をしていた手が治っていたために快調であったと述べている。ISHIG∀KIは本作において2曲制作しているが、作詞が難航し歌入れの1時間前に歌詞が完成するような場合もあり、その曲は最後までKYONOによる歌詞とISHIG∀KIによる歌詞のどちらを選択するかメンバー間で話し合いが行われ、結果としてISHIG∀KIの歌詞が採用されることになった。KYONOによればその楽曲の歌詞はISHIG∀KIが書いた歌詞を見てKYONOがさらに書き直し、さらにそれをISHIG∀KIが書き直したために「2度塗りだよね（笑）」とKYONOは述べている。

## 音楽性とアルバムタイトル
本作は『カプセル・スープ』のレコーディング後に制作された楽曲が主に収録されているが、それ以前から存在していた楽曲も収録されている。前作において試行錯誤したことが本作において反映されており、トリガーの使用などがその一例であると上田は述べた上で本作の中の2曲において使用しているとも述べている。ISHIG∀KIはラインの音の使用方法が理解できたことから、本作ではメロディーを前面に押し出すことやシンプルにすることを心掛けてギター演奏を行ったと述べている。13曲目「家畜」はデモテープの段階で激しくノイジーなギターが挿入されていたため、ISHIG∀KIはその音を再現するためにラインの音を入れたと述べている。本作のタイトルは後付けで決定されたものであり、漠然と「SPEAK」という単語が浮かび、それにまつわる言葉が数多く存在することから「!」を4つ付けることを上田が提案して確定した。本作のジャケットには老齢男性の手が使用されているが、これについてISHIG∀KIは「アルバム・タイトルも、このジャケットにも、人生が出ている。ヒューマニティだよね。今、思いついたんだけど（笑）」と述べている。
上田は曲作りの時点では環境に左右されることなく行っていたものの、レコーディングの段階では「負けないぞ!」という思いが原動力として大きく影響したと述べている。曲作りの期間は1か月程度であったものの「俺らならいいものが作れる」という自信があったと上田は述べた他、本作は『P・O・P』と『カプセル・スープ』の両方を合わせたものが形になった作品であり、初めてメンバーの姿を表現することが出来た作品になったとも述べている。当時のメンバーは時間があればスタジオに滞在しているような状態であり、無料で使用出来るビクター青山スタジオに常時滞在していたと上田は述べている。また、本作においてバンドとしては初のカバーとなるイエロー・マジック・オーケストラ (YMO) のアルバム『ソリッド・ステイト・サヴァイヴァー』（1979年）の表題曲が収録されている他、ギター担当のISHIG∀KIが作詞および作曲を担当した楽曲が初めて収録されている。

## 楽曲
1. 「マスメディア」
本曲ではドラムスでトリガーを使用してベースの音を出しており、上田は「ベースがいなくてもできるように作ったんだ（笑）。重くて固くて、激しい曲だね」と述べ、ISHIG∀KIは歌詞中の「菜食主義のマスメディア」という部分について「奥深さがいい」と述べている[8]。後にセルフカバー・アルバム『THE MAD CAPSULE MARKET'S』（1996年）に再録音バージョンが収録され、ベスト・アルバム『1990-1996』（2004年）においてはリミックス・バージョンが収録された。
2. 「PUBLIC REVOLUTION」
BERRIE時代にリリースされたデモテープ『毒的革命 BERRIE'S REVOLUTION』（1989年）に「LOVE & PEACE REVOLUTION」というタイトルで収録されていた楽曲の再録音バージョンであるが、一部構成および歌詞が変更されている。本曲についてISHIG∀KIは「重い、身体が自然に揺れる……。ギターの間奏が“レヴォリューション”っていう感じで弾いている（笑）」と述べており、上田は「昔からある曲だけど、グルーヴがある感じだよね」と述べている[8]。
3. 「システム・エラー」
本曲は当初上田のボーカル部分を完成版よりも多く入れる予定であったが、KYONOが一部歌いたい箇所を指定したため2名でのボーカルの掛け合いのような形になった[8]。本曲についてISHIG∀KIはギターのミュートが速すぎて普通には弾けないと述べ、MOTOKATSUはスネアドラムが常にダブルストロークになっており、叩きにくい速度で力を入れないといけないために通常では演奏が困難であることから、ISHIG∀KIはトリガーが必須な楽曲であるとも述べている[8]。アルバム『THE MAD CAPSULE MARKET'S』に「DOWN IN THE SYSTEM SYSTEM ERROR」というタイトルで大幅にアレンジされた上で収録された。
4. 「権力の犬」
本曲はTHE MAD CAPSULE MARKET'Sにおいて初めてKYONOと上田が共作した楽曲で、当初は上田が制作したものの保留になっており、サビ部分を気に入っていたKYONOが全体の構成やAメロを付け足して完成、このことに関してKYONOは「“帰ってきた権力の犬”になった（笑）」と述べている[8]。制作当初は演奏の速度が完成版よりも速かったと上田は述べ、KYONOは「キャッチーなんだけど、ウマくマイナーな感じがかみ合っていると思うよ」と述べている[8]。ベスト・アルバム『1990-1996』に収録された。
5. 「UNDERGROUND FACE」
上田は本曲について「完成度が高い。雰囲気があってカッコイイと思うよ」と述べた他、本作の中でひとつのポイントとなる楽曲であるとも述べている[8]。KYONOは自身が制作した段階よりも遥かに完成度が高くなったことに驚愕したと述べ、ISHIG∀KIは「スムーズにできた曲」であると述べている[8]。
6. 「SOLID STATE SURVIVOR」
イエロー・マジック・オーケストラ (YMO) のアルバム『ソリッド・ステイト・サヴァイヴァー』（1979年）収録の表題曲をカバーしている。上田が小学生時代にYMOを愛聴していたことが端緒となり、前作においてヨハン・ゼバスティアン・バッハの楽曲「フーガ BWV578」（1703年）をカバーした際にすでに本曲をカバーするアイデアは持っていたと上田は述べている[10]。本曲に挿入されている機械的なカッティングは原曲の雰囲気を再現するために行われており、当初はギターのミュートのみで対応する予定であったが不可能であったため、ノイズゲートでカットしてニュアンスを再現したとISHIG∀KIは述べている[10]。
7. 「危険分子＜DANGER BOY＞」
本曲についてKYONOは「いい意味のヘンな曲」であると述べ、本曲を制作した上田が「フェンダーのストラトキャスターでなきゃイヤだ」と指定したためISHIG∀KIはストラトキャスターを使用したと述べている[9]。またドラムスに関しても上田は「ラディックのドラムの音じゃなきゃイヤだ」と指定したとMOTOKATSUは述べている[9]。
8. 「CARE-LESS VIRUS」
本曲はアルバムの流れに沿う形で配置されているとKYONOは述べており、上田は「雰囲気がいい」と述べている[9]。
9. 「チェスノ兵隊（コマ）」
本曲について上田は「今までのウチらにはない感じ。やっぱ、新しい感じじゃないかな」と述べ、自身とKYONOの制作曲が異なるのと同様に本曲によってISHIG∀KIの独自性が理解できるとも述べている[9]。本曲の構想段階においてISHIG∀KIは名古屋のホテルにおいてKYONOに弾き語りで聴かせており、その際にKYONOは「Ishigaki.っぽいな」という感想を持ったと述べている[9]。ISHIG∀KIは楽曲を制作する3名の中で自身が最も抽象的であると述べ、上田は「KYONOのほうが、もっと血なまぐさい。Ishigaki.のほうは霧に包まれている感じ。で、オレになると目の前に“コレ!”って出されている感じじゃないかな（笑）」と述べている[9]。
10. 「4 JUNK 2 POP」
本曲についてISHIG∀KIは「手数が多くて、いちばんたいへんだった」と述べ、MOTOKATSUは「たいへんっていうよりも、めんどくさかった（笑）」と述べている[9]。本曲はリズムが特徴的であると上田は述べており、サビ以外のコードは2種類となっているもののリズムパターンが3種類となっている[9]。
11. 「D-DAY」
本曲についてKYONOは「アンダーグラウンド系の曲」であると述べ、ISHIG∀KIは間奏部分を二人掛で弾いたことが苦労した部分であると吐露し、ISHIG∀KIが普通にコードを弾きながら上田がISHIG∀KIの前に立ってギターのネックとボディを押してピッチを揺らして演奏を行っていると述べている[9]。インタビュアーから「トリガーやコンピュータを使う一方で、そんなに原始的な方法を取らなくてもいいと思うけど（笑）?」と質問された上田は「いや、なんかそういう感じを出したくて、いろいろやってたんだよね」と返答、さらにインタビュアーから「どう考えても、Ishigaki.が弾いていて誰かがアームをアップしたほうが早いんじゃない?」と質問された上田は「それは終わってから気がついた」と返答、ISHIG∀KIは「あの場では、ギターにアームを付けるより、押しちゃうほうが早かった（笑）。そういうこととトリガーを、同じレヴェルでやっちゃってるから」と返答している[9]。
12. 「GOVERNMENT WALL」
インディーズレーベルからリリースされたシングル曲の再録音バージョンとなっている。本曲は上田が18歳の頃に制作された楽曲であり、自信作であったために本作に収録することになった[9]。本曲においてベースおよびドラムスは8ビートで演奏しているものの、ISHIG∀KIのギターだけは16ビートで演奏している[9]。
13. 「家畜」
全編に亘り上田がボーカルを担当している。本曲は上田がほぼすべてを制作しており、MOTOKATSUはドラムスを演奏しておらずISHIG∀KIも言われた通りにギター演奏を行い、アレンジから録音作業まで上田がすべて単独で作業を行っている[9]。本曲についての感想として、KYONOは「じょじょに感情が高まっていくあたりが、聴きどころだと思う。普通の感情から、だんだん狂気の世界に入っていく、その変わり目が緊張感あるんだ」と述べ、ISHIG∀KIは「最後の叫びが、すごく人間的でグッとくるね」と述べ、MOTOKATSUは「もう、CRA￥の世界だよね」とそれぞれ述べている[9]。

## リリース、アートワーク、チャート成績、批評
| 専門評論家によるレビュー | 専門評論家によるレビュー |
| レビュー・スコア         | レビュー・スコア         |
| 出典                     | 評価                     |
| ------------------------ | ------------------------ |
| CDジャーナル             | 肯定的                   |
| ローチケHMV              | 肯定的                   |

本作は1992年11月21日にビクター音楽産業のInvitationレーベルからCDにてリリースされた。本作収録曲の中で「マスメディア」のみミュージック・ビデオが制作されている。内容は当時のライブハウスでのライブ映像となっており、後にDVD『1990-1996 VIDEO』（2005年）に収録された際に音がスタジオ音源に差し替えられた。アートワークは前作に続きサカグチケンが担当しており、歌詞カードは広げると十字の形になっている他に、当時のバンドのシンボルマークであった「MAD」の文字が縦横に書かれたものになっている。ジャケットに掲載されている手はグラクソ・スミスクライン「ポリデント」のCMに出演していた人物のものであり、メンバー間の話し合いによってデザインが決定された。デザイン検討の段階でメンバー間で「おじいさん」「子ども」「兵隊」などの人物像が提案され、その流れを受けて自分達の手では「まだ青いな」という判断から「おじいさんの手」にすることが決定された。
本作はオリコンアルバムチャートにおいて最高位第61位の登場週数2回で売り上げ枚数は0.9万枚となった。音楽情報サイト『CDジャーナル』では本作にYMOの楽曲カバーが収録されていることに触れた上で「パンク・バンドだが、音楽的に幅広い要素をもっていることを示した作品」と指摘、「エレクトロニクスの使い方もリズム・セクションもセンスがいい」と肯定的に評価した他、LIZARDを彷彿させるとも記している。音楽情報サイト『ローチケHMV』ではYMOのカバーが収録されていることを指摘した上で、「パンクバンドながらにエレクトロニクスをさらりとこなすあたりはさすが」と記している。

## ツアー
本作を受けたコンサートツアーは「SPEAK!!!! TOUR」と題し、同年11月24日の新宿パワーステーション公演、11月29日の名古屋クラブクアトロ公演、11月30日の大阪クラブクアトロ公演の全3公演が行われた。新宿パワーステーション公演では、開演と同時にステージ後方のスクリーン上に十時型のMADのロゴ・マークが表示され点滅する演出が行われ、「SOLID STATE SURVIVOR」が会場内に流された上で雑踏の中に佇むメンバーのショットが放映された。その後メンバーがステージ上に登場し、1曲目は「マスメディア」から開始され間髪を入れずに「ハリネズミと××」「システム・エラー」「あやつり人形」が演奏された。「権力の犬」演奏後、KYONOによる「サンキュー! OK、新しい曲聴いてくれ」とのMCの後に「UNDERGROUND FACE」が演奏され、続けて「グッド・モーニング・ジャパニーズ・ピープル～」という女性の声が徐々に歪められていくSEが流された後に「G.M.J.P」が演奏され、その後超高速の「賛美歌」に続き「HUMANITY」「カンヅメの中」と初期ナンバーが3曲続けて演奏された。その後は「MAD中毒」「LIFE GAME」「YOURSELF LOOK!」「GOVERNMENT WALL」「ラ・ラ・ラ（僕がウソつきになった日）」「三秒間の・・」を演奏して本編が終了した。アンコールにおいてメンバーは「SOLID STATE SURVIVOR」および「ギチ」を演奏して当日の公演は終了となった。

## 収録曲
- CD付属の歌詞カードに記載されたクレジットを参照[16]。

| #         | タイトル                   | 作詞             | 作曲         | 編曲                     | 時間  |
| --------- | -------------------------- | ---------------- | ------------ | ------------------------ | ----- |
| 1.        | 「マスメディア」           | CRA￥            | CRA￥        | THE MAD CAPSULE MARKET'S | 3:13  |
| 2.        | 「PUBLIC REVOLUTION」      | CRA￥            | CRA￥        | THE MAD CAPSULE MARKET'S | 3:33  |
| 3.        | 「システム・エラー」       | CRA￥            | CRA￥        | THE MAD CAPSULE MARKET'S | 2:27  |
| 4.        | 「権力の犬」               | KYONO、CRA￥     | KYONO、CRA￥ | THE MAD CAPSULE MARKET'S | 3:17  |
| 5.        | 「UNDERGROUND FACE」       | KYONO            | KYONO        | THE MAD CAPSULE MARKET'S | 3:03  |
| 6.        | 「SOLID STATE SURVIVOR」   | クリス・モズデル | 高橋ユキヒロ | THE MAD CAPSULE MARKET'S | 3:29  |
| 7.        | 「危険分子＜DANGER BOY＞」 | CRA￥            | CRA￥        | THE MAD CAPSULE MARKET'S | 3:14  |
| 8.        | 「CARE-LESS VIRUS」        | KYONO            | KYONO        | THE MAD CAPSULE MARKET'S | 3:06  |
| 9.        | 「チェスノ兵隊（コマ）」   | ISHIG∀KI         | ISHIG∀KI     | THE MAD CAPSULE MARKET'S | 1:40  |
| 10.       | 「4 JUNK 2 POP」           | ISHIG∀KI         | ISHIG∀KI     | THE MAD CAPSULE MARKET'S | 2:19  |
| 11.       | 「D-DAY」                  | KYONO            | KYONO        | THE MAD CAPSULE MARKET'S | 3:29  |
| 12.       | 「GOVERNMENT WALL」        | CRA￥            | CRA￥        | THE MAD CAPSULE MARKET'S | 3:39  |
| 13.       | 「家畜」                   | CRA￥            | CRA￥        | THE MAD CAPSULE MARKET'S | 3:29  |
| 合計時間: | 合計時間:                  | 合計時間:        | 合計時間:    | 合計時間:                | 39:58 |

## スタッフ・クレジット

### THE MAD CAPSULE MARKET'S
- KYONO – ボーカル
- ISHIG∀KI（英語版） – ギター
- CRA￥ – ベース、ボーカル
- MOTOKATSU – ドラムス

### 録音スタッフ
- THE MAD CAPSULE MARKET'S – プロデュース
- 新銅"V"康晃 – ミキシング・エンジニア、レコーディング・エンジニア
- 内田孝弘 – レコーディング・エンジニア

### 制作スタッフ
- フェンダー – スペシャル・サンクス
- LUDWIG・野中貿易 – スペシャル・サンクス
- フックアップ – スペシャル・サンクス
- モリダイラ楽器 – スペシャル・サンクス

### 美術スタッフ
- サカグチケンファクトリー – アートワーク
- 岩堀繭希 – スタイリスト
- ブルーノ・ダヤン (AVGUST) – 写真提供

## チャート
| チャート         | 最高順位 | 登場週数 | 売上数  | 出典  |
| ---------------- | -------- | -------- | ------- | ----- |
| 日本（オリコン） | 61位     | 2回      | 0.9万枚 | [ 4 ] |

## リリース日一覧
| No. | リリース日     | レーベル                               | 規格   | カタログ番号 | 備考                   | 出典          |
| --- | -------------- | -------------------------------------- | ------ | ------------ | ---------------------- | ------------- |
| 1   | 1992年11月21日 | ビクターエンタテインメント／Invitation | CD     | VICL-360     |                        | [ 11 ] [ 17 ] |
| 2   | 2013年7月2日   | ビクターエンタテインメント／Invitation | AAC-LC | -            | デジタル・ダウンロード | [ 18 ]        |